# Coccura
Coccura är ett släkte av insekter som beskrevs av Šulc 1908. Coccura ingår i familjen ullsköldlöss.
Kladogram enligt Catalogue of Life och Dyntaxa:
| Coccura | \| \| Coccura circumscripta \| \| \| \| \| \| Coccura comari \| \| \| \| \| \| Coccura convexa \| \| \| \| \| \| Coccura suwakoensis \| \| \| \| \| \| Coccura transcaspica \| \| \| \| |
|         | \| \| Coccura circumscripta \| \| \| \| \| \| Coccura comari \| \| \| \| \| \| Coccura convexa \| \| \| \| \| \| Coccura suwakoensis \| \| \| \| \| \| Coccura transcaspica \| \| \| \| |
|         | Coccura circumscripta |
|         | |
|         | Coccura comari |
|         | |
|         | Coccura convexa |
|         | |
|         | Coccura suwakoensis |
|         | |
|         | Coccura transcaspica |
|         | |